# 中国光大集团
中国光大集团股份公司（英語：China Everbright Group），简称光大集团，是由中国财政部和汇金公司发起设立的国有大型综合金融控股集团，1983年5月在香港创办，集团现以经营银行、证券、保险、投资管理等金融业务为主。

## 发展历史
1981年2月12日，农历正月初八，王光英向时任国务院副总理万里送呈“港澳见闻和八点建议”，建议“用香港的经营方式成立一个高效能的综合性公司做些零星生意”，“如放开手脚，给予随时调用几亿美元的权利，也搞承包责任制（各部门少加干预），给国家赚大钱是有可能的。”国务院批复“在港设一完全打破官商一套的综合公司，委托光英同志负责筹办。干部也由他选人，由中国银行贷款支持”。
中国光大集团1983年5月在香港创办。1983年8月18日正式开业。当时注册名为紫光实业有限公司。国家给了资本金20亿人民币，还给了2亿美元作为进口国外先进技术和二手设备的周转资金。1984年7月更名为中国光大集团有限公司，总部继续在香港。在中国改革开放初期，公司的业务以外贸和实业投资为主，透过在工业、农业、食品、旅游、地产物业等领域兴办一些实业，为中国内地引进一些先进的技术和设备。7年时间，光大开发了深圳南头工业区，修建了北京京广中心，资产膨胀到200亿港元，开设子公司六七十个。
1990年，央行副行长邱晴接任光大集团董事长。公司业务发展向中国国内倾斜，并将重点放在金融业。1990年11月，中国光大集团总公司在北京成立。至此，光大集团拥有两个总部；一个在北京，另一个在香港。光大形成了独特的格局：横跨境内、外两个市场，两个独立法人；一套领导班子，两个管理总部；资金往来密切但财务上又无法打通，无法真正并表；同一集团，相同岗位但又实行多种分配体系。
1991年成立的光大国际信托投资公司。1992年8月成立中国光大银行。1996年4月又成立了光大证券有限责任公司。
1990年代中期朱小华任期，光大集团采取了“超常规发展、全方位经营”方针，主营业务已经从原来的商贸贸易，完全的转型成为以银行、信托、证券等金融业为主导金融控股集团，并实行全方位的资产经营。光大集团全面进军金融业、基础设施、石油天然气、饭店管理、房地产开发及通讯六大领域。
1999年光大集团董事长朱小华案件暴发。1999年7月，刘明康接任董事长后为光大提出了银行、证券、保险、财务投资四驾马车并驱的构思。2000年7月，交通银行行长王明权接掌光大，退出了状况不佳的保险业务。光大在2002年最终失去信托牌照。2007年6月，银监会副主席唐双宁临危受命空降光大集团，进行改革重组。2007年8月8日，国务院批准光大集团改革重组方案，光大集团实业和金融资产分离，整合金融资产成立光大金控；光大银行亦需重组，由汇金注资200亿美元，挽救实际上濒临破产的光大银行，同时也取得了光大银行控股权。注资后，光大集团及子公司光大控股在光大银行的股权比例从45.55%被摊薄到13.25%，汇金成为第一大股东，控股超70.88%。2007年11月30日，中国光大实业集团公司正式挂牌成立，承接了光大集团原有的实业资产和历史旧债，为光大银行财务重组和组建光大金控集团创造了条件。由于股权关系没有理顺，“光大金控”提出多年悬而未决。
2013年8月16日光大证券暴发震惊资本市场的“乌龙指”事件。
截至2013年底，光大集团管理的资产总额约2.6万亿元，全年合计实现税前利润约370亿元，员工总数近5万人；集团本部历史亏损123亿元已于2011年全部弥补。
光大集团从以前单一股东的国有独资企业改制成为由财政部、汇金公司等股东投资的股份制公司。由财政部、汇金公司控股中国光大集团股份公司，中国光大集团股份公司控股中国光大银行、光大证券等子公司。
2014年5月，中国光大集团股份公司成功受让原甘肃信托公司51%股权，更名为光大兴陇信托有限责任公司，重新获得信托牌照。
2014年11月11日中國光大集團籌備多時的重組大計終於塵埃落定，光大集團由國有獨資企業改制為股份制公司後，中央匯金公司將取代財政部，成為光大集團大股東，持有該集團55.67%股權，財政部持有餘下44.33%權益，成為第二大股東。財政部將以其持有的光大總公司100%的權益出資到光大股份；匯金則將其持有的光大銀行約19.28%權益，以及光大實業（集團）100%的權益出資。此外，人行的貸款及利息所涉及的債權亦轉讓予匯金。
2018年1月4日，原为中国共产主义青年团中央委员会直属企业的中国青旅集团公司、中国青年实业发展总公司100%国有产权划转至中国光大集团股份公司，两家企业均列入光大集团一级直属企业序列。

### 君享事件
2017年初光大君享P2P倒閉事件爆發，君享金融為光大多層轉投資子公司下子公司又之下的孫公司，關聯較遠但君享兩年間以光大國企招牌招攬P2P投資，吸引5千多人最後卻違約倒帳，並有投資人認為其中涉及詐欺和非法集資罪。光大集团嚴正聲明此事和本身無關沒經營過P2P也沒有承諾過任何人會為任何P2P投資虧損買單。但在社會引起一陣爭議和連串訴訟。

## 公司架构
中国光大集团是通过中国光大集团总公司（北京）和中国光大集团有限公司（香港）管理业务的。最高决策机构为集团董事会，集团监事会由中国国务院委派。目前，公司拥有全资企业6家，控股企业2家，参股企业7家，合资企业1家。其中包括，
- 中国光大银行
- 申銀萬國證券股份有限公司
- 光大证券股份有限公司
- 光大永明人寿保险公司
- 光大保德信基金管理公司
- 光大期货
- 光大金融租赁公司
- 光大金控资产管理公司
- 中国光大投资管理公司（做实业投资）
- 中国光大国际有限公司
- 上海光大会展中心
- 王府半岛酒店
- 光大置业有限公司
- 国际永年公司
- 亚龙湾高尔夫球会
- 中國飛機租賃控股有限公司

### 历任集团董事长
- 王光英（1983年－1990年）
- 邱晴（1990年－1997年）
- 朱小华（1997年－1999年）
- 刘明康（1999年－2000年）
- 王明权（2000年－2007年）
- 唐双宁（2007年－2017年）
- 李晓鹏（2017年－2022年）
- 王江（2022年－2023年）

## 业务板块

### 金融
- 中国光大银行
- 光大证券
- 光大永明人寿、光大永明资管（与加拿大永明金融集团联合组建）
- 光大兴陇信托（原甘肃省信托有限责任公司基础上重组成立）
- 光大理财
- 光证资管
- 光大保德信基金（与美国保德信联合组建）
- 光大金融租赁
- 光大幸福融资租赁
- 中国飞机租赁集团
- 光大期货

### 投资
- 光大金控
- 光大控股
- 光大金瓯（与温州市合资成立）
- 光大资本
- 光大投资

### 实业
- 光大环境（光大水务、光大绿色环保）
- 中青旅
- 嘉事堂
- 光大养老
- 光大置业
- 光大永年
- 光大会展（上海光大会展中心）
- 光大香港（香港光大中心、上海21世纪中心大厦、亚龙湾高尔夫球会）
- 光大生态
- 光大科技（光大云缴费）
- 特斯联科技集团有限公司[4]